# گریگوریا ماریسکا تونجونگ
گریگوریا ماریسکا تونجونگ چاهیانینگسی (به اندونزیایی: Gregoria Mariska Tunjung Cahyaningsih) بازیکن بدمینتون اهل اندونزی است که در رشتهٔ انفرادی زنان فعالیت می‌کند. او کار خود را در یک باشگاه بدمینتون در باندونگ آغاز کرد و در سال ۲۰۱۳ به تیم ملی فراخوانده شد. او قهرمان انفرادی دختران در مسابقات جهانی نوجوانان ۲۰۱۷ است. او همچنین کاپیتان تیم زنان اندونزی در مسابقات قهرمانی تیمی آسیا ۲۰۲۲ بود، که در نهایت آن‌ها در آن مسابقات قهرمان شدند.

## سوابق ورزشی
در سال ۲۰۱۴، تونجونگ  به فینال مسابقات بین‌المللی مالزی رسید، اما در دور پایانی بازی از رقیب خود شکست خورد. در سال ۲۰۱۵، تونجونگ در مسابقات بین‌المللی سنگاپور قهرمان شد، او در آن زمان ۱۶ سال داشت. وی بعداً در چالش بین‌المللی اندونزی که در سورابایا برگزار شد برنده شد.
در سال ۲۰۱۶، تونجونگ در مسابقات قهرمانی نوجوانان آسیا مدال نقره انفرادی دختران را به دست آورد.
تونجونگ اولین اندونزیایی در ۲۵ سال گذشته است که توانسته عنوان قهرمانی نوجوانان جهان را در مسابقات انفرادی دختران کسب کند.
در سال ۲۰۱۸، او در فینال مسابقات بین‌المللی فنلاند هموطنش راسلی هارتاوان را شکست داد و مدال طلا را کسب کرد. او همچنین مدال نقره تیم‌های زنان را در بازی های آسیای جنوب شرقی ۲۰۱۹ (SEA) به دست آورد.
تونجونگ به عنوان تنها نماینده اندونزی در انفرادی زنان به المپیک ۲۰۲۰ در توکیو راه یافت. اولین بازی او در المپیک در مرحله یک‌هشتم نهایی با شکست در مقابل حریفش راچانوک اینتانون به پایان رسید. او عضو تیم اندونزی برای جام سودیرمن در سال ۲۰۲۱ بود. در آن رویداد تیم اندونزی به مرحله حذفی صعود کرد اما در مرحله یک چهارم نهایی از تیم مالزی شکست خورد.
در سال ۲۰۲۲، تونجونگ به عنوان کاپیتان تیم زنان اندونزی در مسابقات قهرمانی تیمی آسیا انتخاب شد. تیم اندونزی در تمام مسابقات خود از مرحله گروهی پیروز شد؛ تونجونگ در پیروزی تیم اندونزی در فینال مقابل کره جنوبی سهیم بود. در نیمه دوم سال ۲۰۲۲، تونجونگ در مسابقات انفرادی زنان در بازی‌های جنوب شرق آسیا برنز را به دست آورد و در مسابقات تیمی زنان نقره را به دست آورد. او در سال ۲۰۲۲ به اولین فینال خود در رویداد تور جهانی فدراسیون جهانی بدمینتون در مسابقات آزاد استرالیا رسید. در فینال، او از آن سه یانگ شکست خورد.  او با پیروزی مقابل چن یوفی و باخت مقابل آن سه یونگ و آکان یاماگوچی در رده‌بندی گروه A چهارم شد.
تونجونگ در ماه می ۲۰۲۴ به عضویت تیم زنان اندونزی برای مسابقات جام اوبر درآمد؛ در آن مسابقات تیم اندونزی به فینال رسید اما با نتیجه ۰-۳ از چین شکست خورد.
در بازی‌های المپیک ۲۰۲۴ پاریس ، کارولینا مارین بازیکن اسپانیایی به دلیل مصدومیت زانوی راست از بازی نیمه‌نهایی خود مقابل هی بینجیائو از چین کناره‌گیری کرد. در نتیجه مسابقه برای مدال برنز لغو شد و تونجونگ به طور خودکار مدال برنز را دریافت کرد.

## دستاورد ها

### بازی های المپیک
انفرادی زنان
| سال  | محل برگزاری               | حریف           | نتیجه |
| ---- | ------------------------- | -------------- | ----- |
| 2024 | پورت دو لا شپل آرنافرانسه | کارولینا مارین | برنز  |

### بازی های جنوب شرق آسیا
انفرادی زنان
| سال  | محل برگزاری         | حریف              | نتیجه | منبع   |
| ---- | ------------------- | ----------------- | ----- | ------ |
| 2017 | کوالالامپور ، مالزی | سونیا چیه سو یا   | برنز  | [ ۲۲ ] |
| 2021 | باک گیانگ ، ویتنام  | فیتایاپورن چایوان | برنز  | [ ۲۳ ] |

### مسابقات قهرمانی جوانانفدراسیون جهانی بدمینتون
انفرادی دختران
| سال  | محل برگزاری          | حریف   | نتیجه | منبع   |
| ---- | -------------------- | ------ | ----- | ------ |
| 2017 | یوگیاکارتا ، اندونزی | هان یو | طلا   | [ ۲۴ ] |

### مسابقات قهرمانی جوانان آسیا
| سال  | محل برگزاری     | حریف    | نتیجه | منبع   |
| ---- | --------------- | ------- | ----- | ------ |
| 2016 | بانکوک ، تایلند | چن یوفی | نقره  | [ ۲۵ ] |

### تور جهانیفدراسیون بدمینتون
تور جهانی فدراسیون بدمینتون، مجموعه ای از مسابقات حرفه ای بدمینتون است که توسط فدراسیون جهانی بدمینتون تایید شده است. این مجموعه مسابقات که به چندین مرحله فینال، سوپر ۱۰۰۰، سوپر ۷۵۰، سوپر ۵۰۰، سوپر ۳۰۰ و سوپر ۱۰۰ تقسیم می شود.
انفرادی زنان
| سال  | مسابقات       | سطح      | حریف           | نتیجه       | رفر    |
| ---- | ------------- | -------- | -------------- | ----------- | ------ |
| 2022 | آزاد استرالیا | سوپر ۳۰۰ | یک سه جوان     | نایب قهرمان | [ ۲۶ ] |
| 2023 | اسپانیا مسترز | سوپر ۳۰۰ | پی وی سیندو    | برنده       | [ ۲۷ ] |
| 2023 | مالزی مسترز   | سوپر ۵۰۰ | آکان یاماگوچی  | نایب قهرمان | [ ۲۸ ] |
| 2023 | ژاپن مسترز    | سوپر ۵۰۰ | چن یوفی        | برنده       | [ ۲۹ ] |
| 2024 | آزاد سوئیس    | سوپر ۳۰۰ | کارولینا مارین | نایب قهرمان |        |

### جایزه بزرگفدراسیون جهانی بدمینتون
جایزه بزرگ فدراسیون جهانی بدمینتون یک سری مسابقات بدمینتون مورد تایید فدراسیون بود که در سال های ۲۰۰۷ تا ۲۰۱۷ برگزار شد.
انفرادی زنان
| سال  | مسابقات                    | حریف        | نتیجه       | منبع   |
| ---- | -------------------------- | ----------- | ----------- | ------ |
| 2017 | مسابقات بین‌المللی سید مودی | پی وی سیندو | نایب قهرمان | [ ۳۰ ] |

### چالش بین‌المللیفدراسیون جهانی بدمینتون
| سال  | مسابقات                             | حریف              | نتیجه       | منبع   |
| ---- | ----------------------------------- | ----------------- | ----------- | ------ |
| 2013 | بین‌المللی جوانان اندونزی            | فیتریانی          | نایب قهرمان | [ ۳۱ ] |
| 2014 | بین‌المللی جوانان اندونزی            | فیتریانی          | نایب قهرمان | [ ۳۲ ] |
| 2015 | بین‌المللی جوانان اندونزی            | سوپانیدا کاتتونگ  | برنده       | [ ۳۳ ] |
| 2017 | بین‌المللی جوانان مدرسه بن ثانگ یورد | پاتاراسودا چایوان | برنده       | [ ۳۴ ] |